# Csönge
Csönge is een plaats (község) en gemeente in het Hongaarse comitaat Vas. Csönge telt 413 inwoners (2001).